# Боссют, Сэмми
Сэмми Боссют (фр. Sammy Bossut; родился 11 августа 1985 года в Тилте, Бельгия) — бельгийский футболист, вратарь клуба «Зюлте-Варегем».

## Клубная карьера
Воспитывался в весьма скромных бельгийских клубах. Его дебют на взрослом уровне состоялся в 2003 году в составе клуба третьего бельгийского дивизиона «Спортинг Вест». В 2006 году он перешёл в «Зюлте-Варегем». 22 февраля 2007 года состоялся его неожиданный дебют в матче плей-офф кубка УЕФА против «Ньюкасл Юнайтед» (0:1). А его дебют в чемпионате Бельгии состоялся 12 мая того же года в матче с «Локереном». В следующем сезоне Сэмми стал появляться на поле гораздо чаще, однако основным вратарём клуба стал только с сезона 2008/09.В составе «Зюлте-Варегема» Сэмми становился вице-чемпионом Бельгии 2012/13.

## Карьера в сборной
Сэмми попал в расширенный состав сборной Бельгии на чемпионат мира 2014. Его дебют состоялся 26 мая 2014 года в матче против сборной Люксембурга. Попал в окончательную заявку на чемпионат мира 2014 года в Бразилии в связи с травмой Куна Кастелса.